# Walter Lohmann (Vizeadmiral)

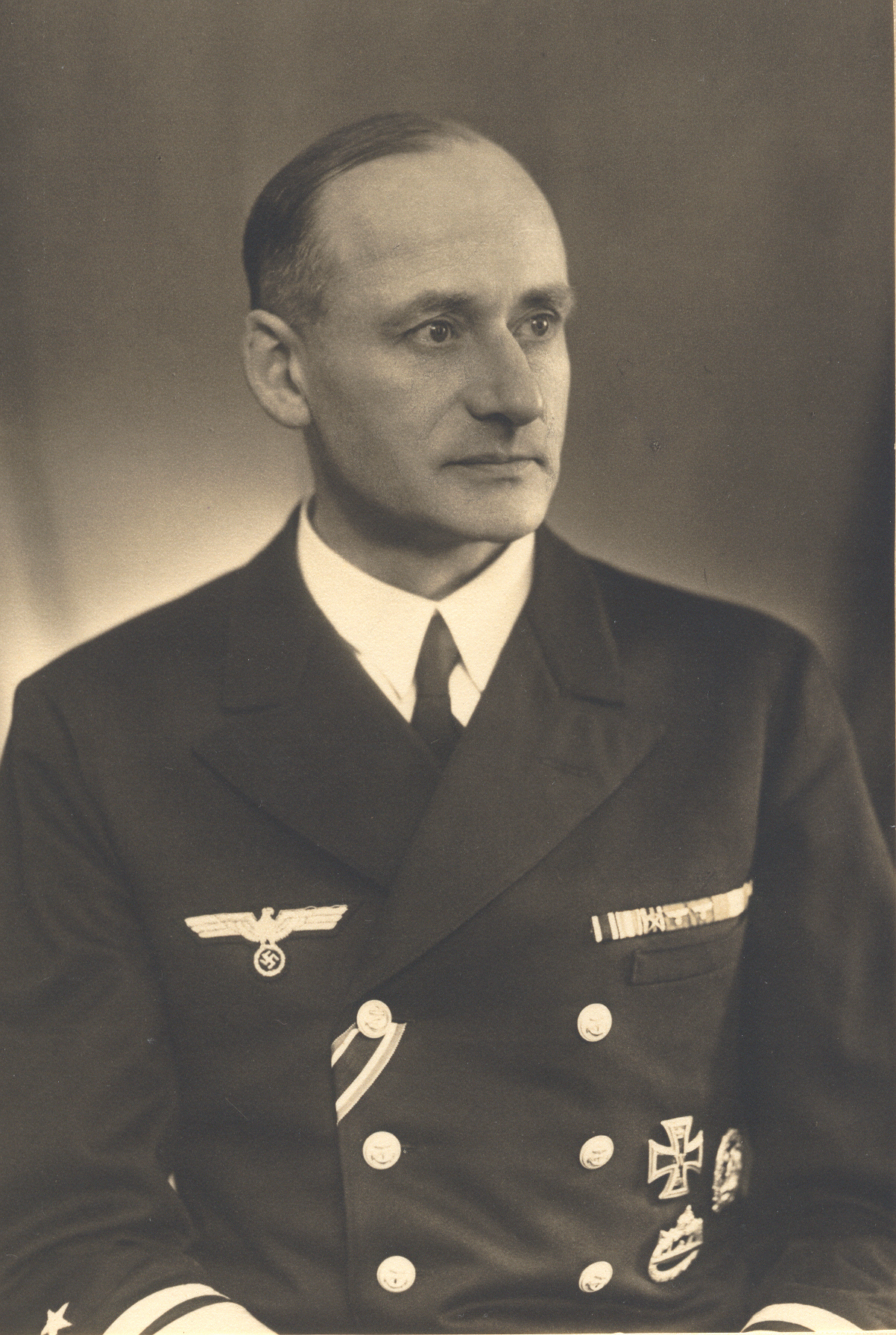
Konteradmiral Lohmann (1939)

Walter Georg Lohmann (* 11. Dezember 1891 in Siegen; † 13. April 1955 in Hamburg-Bergedorf) war ein deutscher Vizeadmiral im Zweiten Weltkrieg.

## Leben
Er war der Sohn des späteren Geheimen Oberregierungsrates und Kammerpräsidenten Ernst Lohmann und Enkelsohn von Theodor Lohmann. Am 1. April 1910 trat Lohmann als Seekadett in die Kaiserliche Marine ein. Nach seiner Grundausbildung an Land und auf dem Großen Kreuzer Freya absolvierte er die Marineschule Mürwik. 1911 wurde er Fähnrich zur See, 1913 Leutnant zur See. Nach Ausbruch des Ersten Weltkriegs war Lohmann bis Ende August 1915 als Adjutant sowie als Signal- und Funktelegraphie-Offizier an Bord des Großen Kreuzers Prinz Heinrich. Anschließend wurde er zur Unterseebootsabteilung versetzt und absolvierte an der U-Boot-Schule eine Ausbildung. Im weiteren Kriegsverlauf wurde Lohmann am 22. März 1916 zum Oberleutnant zur See befördert, hatte verschiedene Bordkommandos und diente vom 14. Juni 1916 bis 10. November 1917 als Flaggleutnant im Stab des Befehlshabers der U-Boote. Kurzzeitig zur Verfügung der II. Unterseebootflottille gestellt, fuhr Lohmann als Wachoffizier ab 28. November 1917 auf U 46. Er wurde am 17. Juni 1918 als Zweiter Admiralstabsoffizier in den Stab des Befehlshabers der U-Boote versetzt, wo Lohmann über den Waffenstillstand hinaus diente. Für seine Leistungen während des Krieges wurde er mit beiden Klassen des Eisernen Kreuzes, dem U-Boot-Kriegsabzeichen sowie dem Hanseatenkreuz der Stadt Hamburg ausgezeichnet.
Lohmann war in den Nachkriegsmonaten zunächst mit der Abwicklung der Dienststelle Befehlshaber der U-Boote tätig, wurde nach einer kurzzeitigen Beurlaubung zum Stab der Marinestation der Ostsee kommandiert und am 10. September 1920 als Inspektionsoffizier an die Marineschule Mürwik versetzt. Hier wurde er am 1. Januar 1921 zum Kapitänleutnant befördert und vom 17. März 1922 bis 31. März 1924 als Kompaniechef verwendet. Anschließend als Assistent zur Torpedoversuchsanstalt Eckernförde versetzt, war Lohmann von Mitte Mai bis Ende September 1924 stellvertretender Adjutant und Referent der Inspektion des Bildungswesens der Marine. Er kam an die Torpedoschule, absolvierte einen Lehrgang und wurde dem Schiffsstamm der Hessen zugeteilt. Mit der Wiederindienststellung des alten Linienschiffes kam Lohmann als Torpedooffizier an Bord und absolvierte verschiedene Auslandsreisen, um nochmals ab 21. September 1926 zwei Jahre lang Dienst an der Torpedoversuchsanstalt zu versehen. Anschließend kam Lohmann als Referent für Offiziersnachwuchs und Ausbildungsfragen in die Marineausbildungsabteilung (A IV) im Marinekommandoamt (A) und wurde am 1. Dezember 1928 Korvettenkapitän. Er wurde am 26. September 1931 auf den Leichten Kreuzer Königsberg versetzt und diente zwei Jahre als Erster Offizier. Dann wurde er zur Reichsmarinestelle Hamburg versetzt. Er wurde am 1. Juli 1934 zum Fregattenkapitän und am 1. Januar 1936 zum Kapitän zur See befördert.
Vom 26. August 1936 bis zum 19. Juni 1937 war Lohmann Kommandant des Leichten Kreuzers Emden, mit dem er zu Ausbildungszwecken eine mehrmonatige Auslandsreise durchführte. Im Rahmen der siebten Ausbildungsreise der Emden als Kadettenschulschiff mit Kommandant Lohmann fand der Besuch der Hafenstadt Warna in Bulgarien vom 28. Oktober bis 1. November 1936 statt.
Danach war er drei Monate Leiter der Kriegsmarinedienststelle Königsberg und wurde dann Chef der Marinehaushaltsabteilung (E) im Oberkommando der Marine. Nach dem Beginn des Zweiten Weltkriegs wechselte Lohmann am 13. Oktober 1939 als Kommandeur zur Marineschule Mürwik und wurde in dieser Stellung am 1. Januar 1940 zum Konteradmiral und am 1. März 1942 zum Vizeadmiral befördert. Vom 1. Oktober 1942 bis 22. Februar 1945 war Lohmann Admiral der Kriegsmarinedienststelle Hamburg und zugleich Kommandeur der Marine-Bordflak-Brigade Nord. Er wurde anschließend zur Verfügung des Oberbefehlshabers des Marineoberkommandos Nord gestellt und zum 30. April 1945 aus dem aktiven Militärdienst verabschiedet. Am 11. März 1945 hatte Lohmann in Anerkennung seiner Leistungen noch das Deutsche Kreuz in Silber erhalten.

## Familie
Lohmann war seit 1920 mit Rose Marguerite, geborene Gruson, verheiratet, einer Tochter des Generalmajors Ernst Gruson.

## Schriften
Zusammen mit Hans H. Hildebrand erstellte er in den 1950er Jahren das aus drei Bänden bestehende Sammelwerk Die deutsche Kriegsmarine 1939–1945, in dem die Organisation und Stellenbesetzung der Kriegsmarine vollständig dokumentiert werden.